# Se non avessi più te/I ragazzi dello shake
Se non avessi più te/I ragazzi dello shake è un singolo discografico del cantante italiano Gianni Morandi nel 1965, sotto la RCA Italiana.

## Tracce
Testi di Franco Migliacci, musiche di Bruno Zambrini, Luis Bacalov.
1. Gianni Morandi – Se non avessi più te – 2:47
2. Gianni Morandi – I ragazzi dello shake – 2:18

Durata totale: 5:05

## Classifiche
| Nazione | Posizione massima |
| ------- | ----------------- |
| Italia  | 1                 |